# Целевая паника

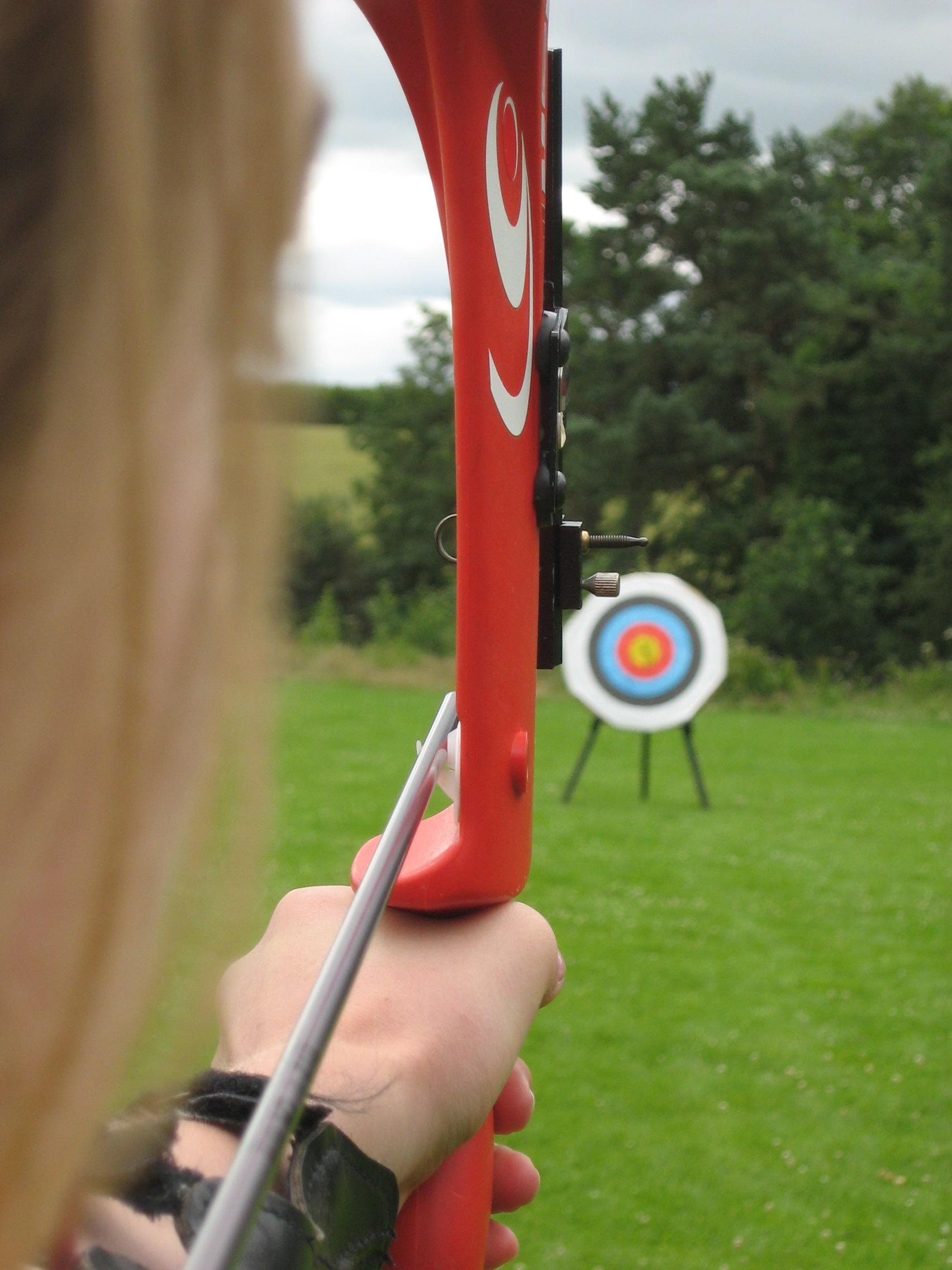

Целевая паника (англ. Target panic) или «боязнь жёлтого» — это психологическое и возможно, неврологическое состояние, которое испытывают многие стрелки из лука, как на соревнованиях, так и в развлекательной стрельбе. Это состояние проявляется по-разному, влияя на способность лучника стрелять уверенно и точно.
Целевая паника обсуждалась в кругах лучников, по крайней мере, с 1970-х годов. Первоначально недуг назывался «золотой паникой», потому что лучник испытывал симптомы (панику), когда стрела попадала в яблочко в виде желтого круга. Позже название превратилось в целевую панику, потому что было обнаружено, что симптомы могут проявляться при прицеливании в любую цель.

## Описание
Изначально под целевой паникой считали высокий уровень тревожности и «страх неудачи», теперь понятно, что она вызвана тем, как мозг учится на неврологическом уровне. Методы лечения, основанные на этой новой парадигме, очень эффективны при лечении панических атак у лучников вплоть до олимпийского уровня.
Существует три основных симптома целевой паники. У опытного лучника, страдающего от целевой паники, может возникнуть ранний момент прикладки, когда стрелку кажется, что лук становится очень тяжелым и ему трудно полностью натянуть тетиву. Второй симптом связывают с преждевременной задержкой, когда лучник «блокируется» или «упирается в стену», которую он не может преодолеть, пытаясь направить свою стрелу на цель. Третий симптом относится к преждевременным выпуском тетивы и характеризуется неспособностью завершить прикладку, не выпуская тетиву.

## В средствах массовой информации
Целевая паника широко исследуется в лайт-новелле и последующем аниме-сериале Цурунэ о японском кюдо.